# Socorro (kommun i Colombia, Santander, lat 6,46, long -73,26)
Socorro är en kommun i Colombia.   Den ligger i departementet Santander, i den centrala delen av landet, 220 km norr om huvudstaden Bogotá. Antalet invånare är 29 076. Arean är 122 kvadratkilometer.
Terrängen i Socorro är huvudsakligen kuperad, men åt nordost är den bergig.